# Terek (fleuve)
Pour les articles homonymes, voir Terek.
Le Terek (en russe : Терек ; en géorgien : თერგი ; en avar : Терек) est l'un des principaux fleuves du Caucase, d'une longueur de 623 kilomètres. Il coule sur les territoires de la Géorgie et de la Russie.

## Géographie

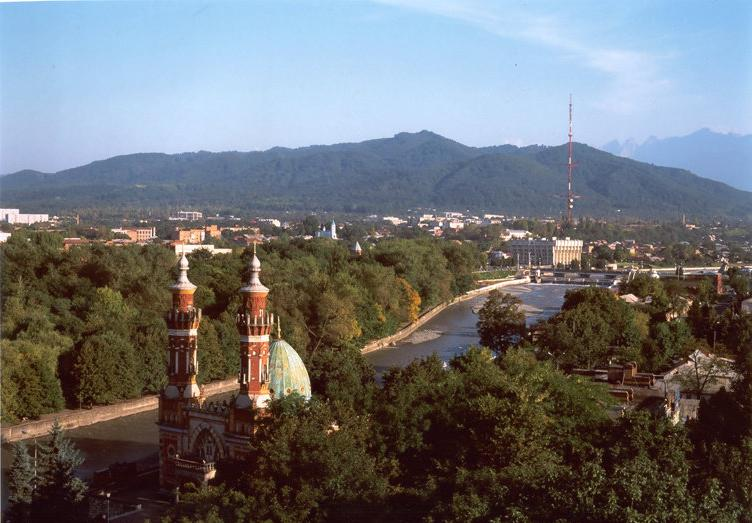
Le Terek traverse la ville de Vladikavkaz.

Le Terek prend sa source dans un glacier au sud-ouest du mont Kazbek, près de son sommet, dans le nord de la Géorgie, à 4 267 m d'altitude, et coule ensuite vers le nord. Il franchit peu après la frontière russe au niveau de l'Ossétie du Nord dont il traverse la capitale Vladikavkaz. Il se dirige ensuite vers l'est et arrose la Tchétchénie puis le Daghestan, avant de se diviser en deux branches qui se jettent dans la mer Caspienne. En aval de la ville de Kizliar, il forme un immense delta d'environ 100 km de large.

### Villes traversées
Les villes principales arrosées par le Terek sont Vladikavkaz, Mozdok et Kizliar.

## Affluents
Ses principaux affluents sont :
- le Gizeldon ;
- l'Ardon ;
- l'Ouroukh ;
- le Fiagdon ;
- la Malka au niveau de Iekaterinogradskaïa ;
- le Baksan ;
- la Sounja.

## Histoire
L'antique capitale du royaume khazar, Samandar, se situait probablement sur les rives du Terek. Lors de la première guerre civile de l'Empire mongol, la guerre Berké-Houlagou, les rives du Terek virent en 1263 la défaite de l'armée d'Houlagou, khan de l'Ilkhanat, contre l'armée de Berké, khan de la Horde d'or, dirigée par Nogaï Khan. Le fleuve fut également le théâtre de la bataille du Terek (en), où Tamerlan défit Tokhtamych en 1395. Le bassin du fleuve fut aussi le territoire des Cosaques du Terek. Pendant la guerre civile russe, le Terek donna son nom à l'éphémère République soviétique du Terek, en 1918. En 1942, les Allemands établirent une tête de pont au-delà de ce fleuve, mais celle-ci marqua la limite de leur avance dans le Caucase.

## Hydrométrie - Les débits à Stepnoïe
Le débit du Terek a été observé pendant 73 ans (1912-1985) à Stepnoïe, localité située à une quarantaine de kilomètres à l'est-nord-est de Grozny, la capitale de la Tchétchénie, et à 65 km au sud-ouest de Kizlyar au Daghestan.
À Stepnoïe, le débit inter-annuel moyen ou module observé sur cette période était de 295 m3/s pour un bassin versant de 35 400 km2. 
Fleuve alimenté avant tout par la fonte des neiges et des glaciers, le Terek est un cours d'eau de régime typiquement nivo-glaciaire qui présente deux saisons bien marquées. Les hautes eaux se déroulent de juin à fin août, ce qui correspond à la fonte des neiges et des glaciers des hauts sommets du Caucase. Dès le mois de septembre, le débit du fleuve baisse progressivement, ce qui mène à la période de basses eaux, qui a lieu de novembre à mars inclus. Durant cette période cependant, le débit reste toujours très consistant.

### Étiage ou basses eaux
Le débit moyen mensuel observé en février (minimum d'étiage) est de 149 m3/s, soit un quart du débit moyen du mois de juillet (591 m3/s), ce qui souligne l'amplitude modérée des variations saisonnières. 
Sur la durée d'observation de 73 ans, le débit mensuel minimal a été de 95,9 m3/s. 

### Crues
Sur la durée d'observation de 73 ans, le débit mensuel maximal s'élevait à 1 160 m3/s. D'une année à l'autre les débits mensuels se montrent fort stables.

### Lame d'eau
La lame d'eau écoulée dans le bassin atteint ainsi le chiffre de 263 millimètres par an, ce qui peut être considéré comme moyennement élevé, inférieur à la moyenne française de 300 millimètres par an.

## Importance économique
Le Terek est d'une importance capitale pour les régions traversées. Dans son cours inférieur, il traverse des régions fort peu arrosées naturellement, où ses eaux sont utilisées pour l'irrigation. Plus en amont et dans son parcours de montagne, il recèle un important potentiel hydroélectrique encore peu utilisé. Plusieurs centrales mineures sont construites sur le fleuve, telles celle de Dzaou (à Vladikavkaz), de Bekanskaïa et de Pavlodolskaïa.